# Mala Erpenja
 Mala Erpenja  falu Horvátországban Krapina-Zagorje megyében. Közigazgatásilag Krapinske Toplicéhez tartozik.

## Fekvése
Zágrábtól 37 km-re, községközpontjától  4 km-re északnyugatra a Horvát Zagorje északnyugati részén fekszik.

## Története
A településnek 1857-ben 996, 1910-ben 1530 lakosa volt. Trianonig Varasd vármegye Pregradai járásához tartozott. A településnek 2001-ben 751 lakosa volt.

## Külső hivatkozások
- Krapinske Toplice község hivatalos oldala
- Krapinske Toplice turisztikai portálja